# ميخائيل جوزيف غروس
ميخائيل جوزيف غروس (بالإنجليزية: Michael Joseph Gross)‏ هو صحفي أمريكي، ولد في 1970.